# À propos (émission de radio)
Pour les articles homonymes, voir À propos.
À propos est une émission radiophonique canadienne animée par l'auteur-compositeur-interprète Jim Corcoran et diffusée à la CBC Radio Two de la Société Radio-Canada depuis 1988. L'émission présente la musique francophone au public canadien anglophone.

## Description
À propos débute en 1988 après une entrevue entre Jim Corcoran et la chanteuse Joni Mitchell. À la suite du succès de l'entrevue, André Larivière qui travaille alors à la CBC Radio, offre à Corcoran de devenir l'animateur d'une émission anglophone où il présente la musique francophone. Il reçoit en novembre de la même année, ses premiers invités, Michel Pagliaro et Robert Charlebois,.
L'émission, d'une durée d'une heure, présente les artistes francophones. Corcoran y traduit les paroles et divers artistes réinterprètent à leur façon certains succès francophones. L'émission est présentement produite par Sophie Laurent.